# Waldemar Belck

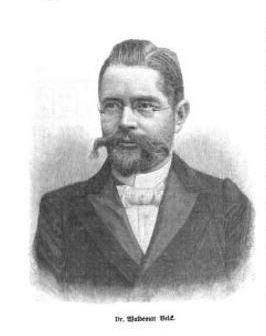
Waldemar Belck

Waldemar Belck (* 25. Februar 1862 in Danzig; † 6. September 1932 in Frankfurt/Main) war ein deutscher Chemiker und Amateur-Archäologe.

## Leben und Wirken
Noch vor dem Abschluss seines Chemiestudiums unternahm er im Rahmen seiner Ausbildung weite Reisen. Als Bodenexplorator war er für die Bremer Firma Dyes & Albrecht im heutigen Namibia tätig, von dort aus nahm er 1884–85 als Lüderitz’ Agent in Walfischbai an einer Expedition von Angra Pequena (heute Lüderitz) nach Otjimbingwe im Damaraland teil. Hierbei unternahm er botanische und anthropologische Forschungen. Acrotome belckii, Crotalaria belckii, und Crinum belckianum wurden nach Belck benannt. Zudem fertigte er eine Studie zur Skelettmorphologie der Khoi. 1888 promovierte er in Halle mit der Dissertation „Über die Passivität des Eisens“. In demselben Jahr trat er als Elektrochemiker in die Dienste von Siemens und Halske und arbeitete bis 1891 in das der Gesellschaft gehörende Kupferwerk Kedabeg im Kaukasus.
Die durch die Tätigkeit im Kaukasus gegebene Gelegenheit zur Durchführung prähistorischer Studien veranlasste ihn 1891 zu einer ersten Bereisung Armeniens, wobei er eine Reihe bislang unbekannter urartäischer Inschriften auffinden und kopieren konnte. Seine Entdeckungen veranlassten ihn, in Begleitung von Carl Ferdinand Friedrich Lehmann-Haupt 1898 und 1899 eine zweite Forschungsreise durch den Südkaukasus, Nordmesopotamien und Ostanatolien zu unternehmen.

## Schriften (Auswahl)
- Geschichte des Montanismus seine Entstehungsursachen, Ziel und Wesen, sowie kurze Darstellung und Kritik der wichtigsten darüber aufgestellten Ansichten. Eine religionsphilosophische Studie. Dörffling und Franke, Leipzig 1883, (Digitalisat).
- Die Kelischin-Stele und ihre chaldisch-assyrischen Keilinschriften. (= Anatole. 1, ZDB-ID 543345-9). Rüger, Freienwalde (Oder) u. a. 1904.
- Beiträge zur alten Geographie und Geschichte Vorderasiens. 2 Bände. E. Pfeiffer, Leipzig 1901.